# بولينج لكولومباين
بولينك لأجل كولومباين

البولينج لكولومبين هو فيلم وثائقي الأمريكي لعام 2002 أخرجه، ورواه مايكل مور. ويستكشف الفيلم ما يقترحه مور الأسباب الرئيسية لمذبحة ثانوية كولومبين العليا في عام 1999 وغيرها من أعمال العنف المسلحة. يركز مور على الخلفية والبيئة التي أحاطت المذبحة وبعض الآراء العامة المشتركة والافتراضات حول القضايا ذات الصلة. ينظر الفيلم أيضا في طبيعة العنف في الولايات المتحدة.
جلب الفيلم الانتباه لمور دوليا باعتباره المخرج الصاعد حيث فاز بالعديد من الجوائز، منها جائزة الأوسكار لأفضل فيلم وثائقي، وجائزة الروح المستقلة لأفضل فيلم وثائقي، وجائزة خاصة الذكرى 55 في مهرجان كان السينمائي عام 2002،  وجائزة سيزار لأفضل فيلم أجنبي.

## أغنية "يا له من عالم رائع
يقطع المونتاج الفيلم لعرض قرارات السياسة الخارجية الأمريكية، بقصد مواجهة بيان ماكولوم من قبل نقلا لأمثلة عدوان الولايات المتحدة على البلدان الأخرى وأنها أمة معتدية. يتم هذا المونتاج مع أغنية "يا له من عالم رائع"، التي يؤديها لويس أرمسترونغ
وفيما يلي نسخة من النص مه أغنية عالم رائع في الفلم:
1. 1953: الولايات المتحدة أطاحت برئيس الوزراء محمد مصدق في إيران. الولايات المتحدة تثبت الشاه كدكتاتور.
2. 1954: أمريكا تدبر انقلابا على الرئيس المنتخب ديموقراطيا جاكوبو أربينز غوزمان في غواتيمالا. قتلت 200,000 من المدنيين خلال الحرب الاهلية الغواتيمالية.
3. 1963: الولايات المتحدة تدعم اغتيال الفيتناميين الجنوبيين للرئيس ديم.
4. 1963-1975: الجيش الأمريكي يقتل 4 ملايين شخص في جنوب شرق آسيا.
5. 11 سبتمبر 1973: US مراحل انقلاب 1973 التشيلي الانقلاب في تشيلي. الرئيس المنتخب ديمقراطيا سلفادور أليندي اغتيل. الدكتاتور أوغستو بينوشيه ثبت من قبل أمريكا. قتل 3,000 من التشيليين.
6. 1977 : الولايات المتحدة تدعم الحكام العسكريين في السلفادور.الضحايا 70,000 سلفادوري وأربعة راهبات أمريكية قتلوا خلال الحرب الأهلية السلفادورية.
7. 1980s:أمريكا تدرب أسامة بن لادن [6] ورفاقه لقتل السوفيات. وكالة المخابرات المركزية تعطيهم 3 مليارات دولار.
8. 1981 : إدارة رونالد ريغان تدعم وتدرب جماعة الكونتراس.والنتيجة 30,000 نيكاراغواين ماتوا.
9. 1982 : الولايات المتحدة تبيع لصدام حسين الأسلحة لقتل الإيرانيين خلال حرب الخليج الثانية.
10. 1983: البيت الأبيض يعطي سرا أسلحة ومعلومات إيران بقيادة الخميني لقتل العراقيين.
11. 1989: عميل وكالة المخابرات المركزية مانويل نورييغا (يعمل أيضا رئيسا لبنما) عصى أوامر من واشنطن. الولايات المتحدة تغزو بنما وتزيل نورييغا. 3,000 عدد الضحايا المدنيين البنميين خلال الغزو الأمريكي لبنما.
12. 1990: العراق يغزو الكويت بأسلحة من الولايات المتحدة (غزو الكويت).
13. 1991: تدخل الولايات المتحدة العراق. بوش يعيد حكام الكويت.
14. 1998: كلينتون يقصف مصنع كبير للاسلحة في السودان. مصنع الشفاء للأدوية تبين أنه مصنع أدوية فعلا ونتائج القصف أمتدت لتشمل موت السودانيين لنقص الأدوية.
15. 1991 إلى وقت أنتاج الفلم 2002 (قبل الغزو الأمريكي للعراق 2003): الطائرات الأمريكية تقصف العراق على أساس أسبوعي. وتقدر الامم المتحدة 500,000 طفل عراقي ماتوا من القصف والعقوبات الأمريكية.
16. 2000-2001: أمريكا تعطي حكومة طالبان أفغانستان 245,000,000 $ كمساعدات.
17. 11 سبتمبر 2001: أسامة بن لادن يستخدم تدريبه كخبير CIA لقتل 3,000 شخص.[6]

المونتاج ينتهي مع لقطات الكاميرا المحمولة من تحطم طائرة مبنى التجارة العالمي الثاني، الصوت يقتصر على ردود الفعل الهستيرية من الشهود، التي سجلتها ميكروفون الكاميرا. على الموقع المصاحبة للفيلم، ويقدم مور معلومات أساسية إضافية لهذا القسم.

## الدخل الإجمالي
بميزانية قدرها 4 ملايين دولار، بولينج لكولومبين حقق $ 58٬008٬423 في جميع أنحاء العالم، بما في ذلك $ 21٬576٬018 في الولايات المتحدة. كسر  الفيلم الوثائقي أيضا سجلات شباك التذاكر على المستوى الدولي، ليصبح الفيلم الوثائقي الأعلى على الإطلاق في المملكة المتحدة، وأستراليا، والنمسا. وقد طغى عليه لاحقا وثائقي مور المقبل، فهرنهايت 9/11.

## روابط خارجية
- بولينج لكولومباين على موقع IMDb (الإنجليزية)
- بولينج لكولومباين على موقع ميتاكريتيك (الإنجليزية)
- بولينج لكولومباين على موقع الموسوعة البريطانية (الإنجليزية)
- بولينج لكولومباين على موقع روتن توميتوز (الإنجليزية)
- بولينج لكولومباين على موقع نتفليكس (الإنجليزية)
- بولينج لكولومباين على موقع ألو سيني (الفرنسية)
- بولينج لكولومباين على موقع Turner Classic Movies (الإنجليزية)
- بولينج لكولومباين على موقع أول موفي (الإنجليزية)
- بولينج لكولومباين على موقع بوكس أوفيس موجو (الإنجليزية)
- بولينج لكولومباين على موقع فيلمافينيتي (الإسبانية)